# Estación 40
Estación 40, o E40 es una cadena de radio de Paraguay ubicada en la ciudad de Asunción, con repetidoras en varias ciudades del país. Opera basándose en la Fórmula de alta repetición (TOP 40) y ofreciendo hits tras hits de forma continuada durante 24 horas. Es propiedad de Antonio J. Vierci.
Inició sus transmisiones como Radio La Estación, siendo la primera cadena de radio del país en contar con repetidoras en el interior.

## Programas
- Después Vemos
- Así Pega!
- Ranking E40
- Elegidos E40
- Top 20
- Party E40
- Verano E40
- Ranking E40 Sábado
- Weekend E40
- Rompiendo La Noche
- Agenda E40

## Locutores
- Melissa Quiñónez
- Aaron Rey
- Fadua Huespe
- Oscar Ayala vazquez
- Leo Rivas
- Natt Aponte
- Gaby Ovelar
- Franco Da Rosa

## Locutores anteriores
- Rubén Rodríguez
- Kike Casanova
- Laura Lotito
- Elioth Leguizamón
- Alejandro Valiente
- Patricia Villafranca
- Javier Acuña
- Bicho Riveros
- Néstor Kot
- Karina Doldán
- Marcelo Burgos
- Andrea Ruiz Díaz
- Cesar Servian Gonzalez
- Paul Landó
- Maga Paez
- Silvita Romero
- Nathu Gonzalez
- Nicolas lixtish
- Sharon Garcia
- Andres Amarilla
- Fernanda Aguilar
- Oscar Pintos
- Giuliano Alsina
- Pedro Guggiari
- Laura Machuca
- Juan  Carlos Samaniego